# Skóra, w której żyję

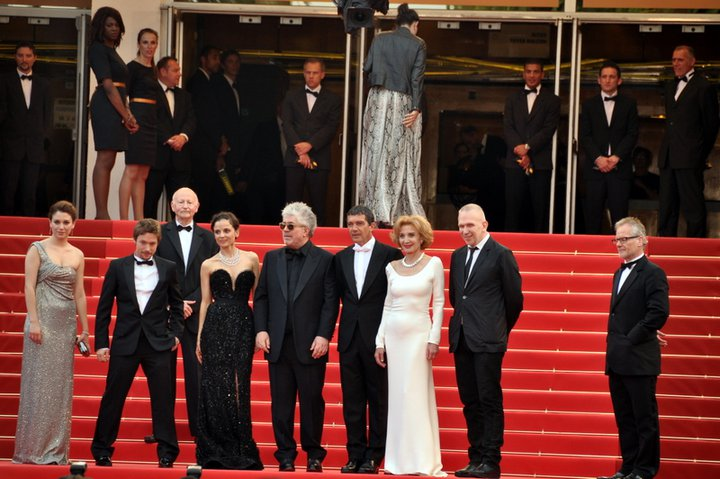
Obsada i twórcy filmu, podczas prezentacji na czerwonym dywanie podczas 64. MFF w Cannes, 19 maja 2011

Skóra, w której żyję (hiszp. La piel que habito, 2011) – hiszpański thriller psychologiczny w reżyserii i według scenariusza Pedra Almodóvara. Adaptacja powieści Tarantula autorstwa Thierry Jonqueta. W rolach głównych wystąpili Elena Anaya i Antonio Banderas, dla którego była to pierwsza współpraca z Almodóvarem od ponad 21 lat.
Zdjęcia kręcono w Santiago de Compostela, Toledo i Madrycie.

## Premiera
Obraz swoją światową premierę miał 19 maja 2011 roku podczas 64. Międzynarodowego Festiwalu Filmowego w Cannes, gdzie film wyświetlany był w Konkursie Głównym.
Polska premiera filmu nastąpiła 31 lipca 2011 roku podczas 11. Międzynarodowego Festiwalu Filmowego Nowe Horyzonty we Wrocławiu; obraz został wyświetlony na zamknięcie festiwalu. Następnie dystrybutor Gutek Film z dniem 16 września 2011 wprowadził film do dystrybucji na terenie Polski.

## Fabuła
Chirurg plastyczny Robert Ledgard (Antonio Banderas) odkąd jego żona spaliła się w wypadku samochodowym 12 lat wcześniej, ma plan stworzenia nowej, odpornej na wszelkiego rodzaju czynniki zewnętrzne, ludzkiej skóry. W obsesyjnym przedsięwzięciu pomaga mu Marilla (Marisa Paredes) oraz królik doświadczalny, młoda i tajemnicza Vera (Elena Anaya).

## Obsada
- Antonio Banderas jako Robert Ledgard
- Elena Anaya jako Vera
- Marisa Paredes jako Marilia
- Jan Cornet jako Vicente
- Roberto Álamo jako Zeca
- Eduard Fernández jako Fulgencio
- José Luis Gómez jako prezes Instytutu Biotechnologii
- Blanca Suárez jako Norma Ledgard
- Susi Sánchez jako matka Vicente
- Bárbara Lennie jako Cristina

## Nagrody i nominacje
64. Międzynarodowy Festiwal Filmowy w Cannes
- nominacja: Złota Palma – Pedro Almodóvar

24. ceremonia wręczenia Europejskich Nagród Filmowych
- nominacja: Najlepszy Europejski Kompozytor – Alberto Iglesias
- nominacja: Najlepszy Europejski Scenograf – Antxón Gómez

69. ceremonia wręczenia Złotych Globów
- nominacja: najlepszy film nieanglojęzyczny (Hiszpania)

65. ceremonia wręczenia nagród Brytyjskiej Akademii Filmowej
- nagroda: najlepszy film nieanglojęzyczny − Pedro Almodóvar i Agustin Almodóvar (Hiszpania)